# Epålettbatis
Epålettbatis (Batis margaritae) är en fågel i familjen flikögon inom ordningen tättingar.

## Kännetecken

### Utseende
Fågeln är en typisk Batis, en relativt liten (12 centimeter lång), aktiv och törnskatelik flugsnappande fågel. Hanen liknar strupfläcksbatis (Batis molitor) som förekommer i samma område, men är kraftigare och har bredare svart bröstband som inte smalnar av längst fram på bröstet. Honan har till skillnad från strupfläcksbatisens hona svart istället för kastanjefärgat bröstband, strupen saknar fläck, ögat är rött istället för guldfärgat och vingbandet är kastanjefärgat, inte vitt.

### Läte
Lätet är en serie av fem till tio visslande ljud, första tonen vanligtvis något ljusare.

## Utbredning och systematik
Epålettbatis förekommer lokalt i sydcentrala Afrika och delas in i två distinkta underarter med följande utbredning:
- B. m. margaritae – västra delen av centrala Angola (Morro do Moco)
- B. m. kathleenae – bergstrakter i nordvästra Zambia och angränsande sydöstligaste Kongo-Kinshasa

## Ekologi
Nominatformen förekommer i städsegrön skog på övre sluttningarna av Morro do Moco som reser sig till en höjd av över 2.500 meter över havet. Underarten kathleenae trivs i Cryptosepalum-forest och andra typer av torra skogar, men också flodnära skog, städsegrön skog och buskage skapade av människan. Arten lever av insekter som den födosöker efter två till fem meter över mark, lägre ner än strupfläcksbatis (Batis molitor). Nominatformen födosöker dock på alla nivåer. Ett bo har hittats vid Mount Moco som innehöll två gräddvita ägg med mörka fläckar i mitten av juli. Själva boet av gräs och mossa sammanfogat med spindelväv, satt i en trädklyka 90 centimeter ovan mark.

## Status
Arten beskrivs som inte ovanlig och lokalt vanlig. I avsaknad av några uppenbara hot kategoriserar IUCN arten som livskraftig, trots det relativt begränsade utbredningsområdet.

## Namn
Fågelns vetenskapliga artnamn hedrar Margaret Kernochan Pulitzer (1893-1974, född Leech), amerikansk författare och historiker och fru till publicisten och sponsorn Ralph Pulitzer. Tidigare kallades den margaretbatis även på svenska, men tilldelades 2024 ett mer informativt namn av BirdLife Sveriges taxonomikommitté.